# الاتحاد الوطني لنقابات المزارعين (فرنسا)
الاتحاد الوطني لنقابات المزارعين (FNSEA) هو تنظيم نقابي يمثل المزارعين في فرنسا ويعمل على حماية مصالحهم وتعزيز قطاع الزراعة. تأسس الاتحاد في عام 1946 ويحظى بمكانة بارزة كنقابة الأغلبية المهنية في البلاد. يُعَدُّ الاتحاد جزءًا من الهيئات الفاعلة في القطاع الزراعي ويتعاون مع منظمات أخرى للدفاع عن حقوق المزارعين وتحسين ظروف عملهم. يعد هذا الاتحاد صوتًا قويًا ومؤثرًا في صنع القرارات الزراعية وتشكيل السياسات التي تؤثر مباشرة على المزارعين والقطاع بشكل عام داخل فرنسا.

### مقالات ذات صلة
- احتجاجات المزارعين الفرنسيين 2024